# ATP de Bombaim
O Kingfisher Airlines Tennis Open foi um torneio masculino de ténis, parte do ATP International Series, disputado entre 1996 e 2008. Era realizado em quadras de superfície dura, sendo o torneio seguinte ao US Open, sendo preparatório para os torneios Masters 1000 de Madrid e Paris. 

## História
O torneio começou a ser disputado em 1996, em Shanghai, na China, em quadras indoor de carpete, como parte do ATP World Series. Foi o segundo torneio criado pela ATP na Ásia, depois do Aberto de Pequim, em 1993. Em 2000, com a mudança do piso para o rápido, o torneio da WTA em Pequim foi transferido para Shanghai.
Em 2002, com a realização do Tennis Masters Cup em Shanghai, o torneio não foi disputado. Em 2004, já com um grande número de torneios da ATP no continente e a confirmação da realização do Tennis Masters Cup em Shanghai até 2008, o torneio foi transferido para a Cidade de Ho Chi Minh, no Vietnã, inciando em 2005.
Em 2006, o torneio foi transferido novamente, desta vez para Mumbai, na Índia, onde foi disputado até 2007. Em 2008, era prevista a realização na cidade de Bangalore, também na Índia, mas, por motivos de segurança, o torneio foi cancelado. Em 2009, com a criação de um novo torneio no continente asiático, o Aberto da Malásia, em Kuala Lumpur, o torneio indiano deixou de ser disputado.

## Finais

### Simples
| Ano  | Campeão         | Vice-campeão   | Resultado      |
| ---- | --------------- | -------------- | -------------- |
| 2007 | Richard Gasquet | Olivier Rochus | 6–3, 6–4       |
| 2006 | Dmitry Tursunov | Tomáš Berdych  | 6–3, 3–6, 7–65 |

### Duplas
| Ano  | Campeões                         | Vice-campeões                      | Resultado         |
| ---- | -------------------------------- | ---------------------------------- | ----------------- |
| 2007 | Robert Lindstedt Jarkko Nieminen | Rohan Bopanna Aisam-ul-Haq Qureshi | 7–63, 7–65        |
| 2006 | Mario Ančić Mahesh Bhupathi      | Rohan Bopanna Mustafa Ghouse       | 6–4, 66–7, [10–8] |